# Acer laevigatum
Acer laevigatum é uma espécie de árvore do gênero Acer, pertencente à família Aceraceae.